# Kartesische Gruppe
Eine Kartesische Gruppe (auch: Cartesische Gruppe, engl. Cartesian Group) ist eine algebraische Struktur, die in der synthetischen Geometrie als Koordinatenbereich für bestimmte affine und projektive Ebenen dient.  Der Begriff geht auf Reinhold Baer zurück. Jede Kartesische Gruppe kann zu einem Ternärkörper gemacht werden, jeder Quasikörper ist eine Kartesische Gruppe. Die projektive Ebene über einer Kartesischen Gruppe gehört der Lenz-Klasse II oder einer höheren Klasse (III, IVa, IVb, V oder VII) an.

## Definition
Eine Menge {\displaystyle K} mit den zweistelligen Verknüpfungen {\displaystyle +,\;\cdot } und zwei verschiedenen Strukturkonstanten {\displaystyle 0,1\in K} heißt Kartesische Gruppe, wenn die folgenden Axiome gelten:
1. {\displaystyle (K,+)} ist eine Gruppe mit dem neutralen Element 0.
2. Es gilt {\displaystyle 0\cdot x=x\cdot 0=0} und {\displaystyle 1\cdot x=x\cdot 1=x}
3. Sind {\displaystyle a,b,c\in K} und gilt {\displaystyle a\neq b}, dann gibt es genau ein {\displaystyle x\in K} und mindestens ein  {\displaystyle y\in K}, so dass {\displaystyle xa=c+xb} und {\displaystyle by=ay+c} gilt.

Gleichwertig: {\displaystyle (K,+,\cdot ,0,1)} ist genau dann eine Kartesische Gruppe, wenn
1. {\displaystyle (K,T,0,1)} mit der Ternärverknüpfung {\displaystyle T(a,b,c)=a\cdot b+c} ein Ternärkörper ist und
2. in {\displaystyle (K,+,0)} das Assoziativgesetz gilt, also für {\displaystyle a,b,c\in K} stets {\displaystyle a+(b+c)=(a+b)+c} erfüllt ist.

## Eigenschaften und Bemerkungen
- Im 3. Axiom des ersten Systems kann gleichwertig die Existenz von mindestens einer „Linkslösung“ x und genau einer „Rechtslösung“ y gefordert werden. Die Eindeutigkeit der Lösung, die in den Axiomen nicht extra gefordert wird, lässt sich dann aus den übrigen Axiomen herleiten.
- Der im zweiten Axiomensystem genannte, durch {\displaystyle (K,+,\cdot ,0,1)} eindeutig bestimmte Ternärkörper ist stets linear.
- Die affine Ebene über {\displaystyle K} wird über die Ternärverknüpfung so aufgebaut, wie es im Artikel Ternärkörper (für den linearen Fall) beschrieben ist.
- Der projektive Abschluss der genannten affinen Ebene gehört mindestens der Lenz-Klasse II an.
- Die „Addition“ {\displaystyle +} in einer Kartesischen Gruppe muss nicht kommutativ sein.
- Eine Kartesische Gruppe ist ein spezieller linearer Ternärkörper, also eine algebraische Struktur mit zwei unterschiedlichen Verknüpfungen, im Gegensatz zum sonst üblichen Begriff einer Gruppe. Mit der Addition allein bildet jede Kartesische Gruppe eine Gruppe im sonst üblichen Sinn der Algebra.

## Beispiele
- Jeder Quasikörper und jede stärkere algebraische Struktur, also jeder Fastkörper, Halbkörper, Alternativkörper, Schiefkörper oder Körper liefert ein Beispiel für eine Kartesische Gruppe.

### Koordinatenbereiche angeordneter und ebener projektiver Ebenen
Lässt eine affine Ebene eine („starke“) Anordnung zu, dann ist dadurch auch ihr projektiver Abschluss eine angeordnete projektive Ebene. Dann ist auch ihr Koordinatenternärkörper angeordnet und damit unendlich. In den 1960er Jahren wurden einige Beispiele für angeordnete, echte Kartesische Gruppen gefunden, die solche angeordneten Ebenen koordinatisieren.
Eine angeordnete projektive Ebene wird als ebene projektive Ebene bezeichnet, wenn sie in ihrer „natürlichen“ Topologie, die hier durch die Anordnung eines (und damit jedes) ihrer Koordinatenternärkörper induziert wird, homöomorph zur gewöhnlichen reellen projektiven Ebene ist. Der Koordinatenternärkörper einer ebenen projektiven Ebene lässt dann immer eine archimedische Anordnung zu.
- Der Koordinatenbereich der Moulton-Ebene ist eine Kartesische Gruppe, die kein Quasikörper ist. Man verwendet im Körper der reellen Zahlen {\displaystyle K=\mathbb {R} } die gewöhnliche Addition und definiert eine neue Multiplikation durch

{\displaystyle a\ast _{c}b={\begin{cases}a\cdot c\cdot b&a<0\land b<0\\a\cdot b&{\text{sonst.}}\end{cases}}}
mit einer positiven Konstante {\displaystyle c\neq 1}. Dann ist {\displaystyle (\mathbb {R} ,+,\ast _{c},0,1)} eine Kartesische Gruppe mit kommutativer Addition und kommutativer, nicht assoziativer Multiplikation. Keines der Distributivgesetze ist erfüllt, daher handelt es sich nicht um einen Quasikörper.
- Offensichtlich kann im letzten Beispiel an Stelle von {\displaystyle \mathbb {R} } jeder beliebige geordnete Körper zugrunde gelegt werden. Dies führt zu unendlich vielen, nicht isomorphen Kartesischen Gruppen, die alle unendlich viele Elemente enthalten. Die projektiven Ebenen sind angeordnete projektive Ebenen der Lenz-Barlotti-Klasse III.2 und, sofern der Grundkörper ein Teilkörper der reellen Zahlen ist, archimedisch angeordnet und daher homöomorph zu einer Unterebene der reellen projektiven Ebene.
- Man kann bei der obigen modifizierten Multiplikation für eine Moulton-Ebenen auch von einem nichtkommutativen, angeordneten Schiefkörper K  anstelle eines kommutativen Körpers ausgehen. Auch dann bildet {\displaystyle K_{c}=(K,+,\ast _{c},0,1)} stets eine Kartesische Gruppe. Eine projektive Ebene, die durch {\displaystyle K_{c}} koordinatisiert werden kann, ist eine angeordnete, nichtdesarguessche projektive Ebene und hat den Lenz-Barlotti Typ III.2, falls c im Zentrum von K liegt und sonst den Lenz-Barlotti Typ III.1. Da nichtkommutative angeordnete Schiefkörper nicht archimedisch geordnet sein können, sind auch diese Ebenen nicht archimedisch geordnet.

- Eine überabzählbare Menge von Beispielen für eine Kartesische Gruppe {\displaystyle C=C(k,\rho ,\sigma )=(\mathbb {R} ,+,\circ )} erhält man aus dem Körper {\displaystyle (\mathbb {R} ,+,\cdot )} durch die Wahl von drei reellen Parametern {\displaystyle k,\rho ,\sigma >0;\tau =\rho +\sigma -1>0}. Man wählt als Addition die gewöhnliche reelle Addition und ersetzt die Multiplikation durch die Verknüpfung für {\displaystyle a,x\in \mathbb {R} }:

{\displaystyle a\circ x={\begin{cases}a\cdot x&(0\leq a,x),\\a\cdot x^{\rho ^{-1}}&(a<0<x),\\a^{\sigma ^{-1}}\cdot x&(x<0<a),\\k\cdot (-a)^{\sigma \tau ^{-1}}\cdot (-x)^{\sigma \tau ^{-1}}&(a,x<0).\end{cases}}}
Jede solche Kartesische Gruppe {\displaystyle C(k,\rho ,\sigma )} koordinatisiert eine von den Parametern {\displaystyle 0<k,\rho ,\sigma \in \mathbb {R} ,\sigma <1} abhängige, nichtdesarguessche, angeordnete, ebene projektive Ebene, die für {\displaystyle (\rho ,\sigma )\neq (1,1)} zur Lenz-Barlotti Klasse II.1 gehört.
- Geht man vom Körper {\displaystyle (\mathbb {R} ,+,\cdot )} aus, behält wieder die Anordnung und die Addition bei und erklärt eine neue Multiplikation für {\displaystyle s,x\in \mathbb {R} } durch

{\displaystyle s\circ x=\alpha ^{-1}(\alpha (s)\cdot \alpha (x))\quad \mathrm {mit} \quad \alpha (x)={\begin{cases}x&(|x|<1),\\{\frac {1}{2}}(x+\operatorname {sgn}(x))&(|x|\geq 1),\end{cases}}}
dann erhält man eine Kartesische Gruppe {\displaystyle (\mathbb {R} ,+,\circ )}, die eine ebene projektive Ebene vom Lenz-Barlotti-Typ II.2 koordinatisiert.